# Susan Lucci
Susan Lucci Victoria (23 de dezembro de 1946) é uma atriz americana, apresentadora de televisão, autora, cantora e empresária, mais conhecida por retratar a personagem Erica Kane no canal ABC da telenovela All My Children. A personagem é considerada um ícone, e Lucci tem sido chamada de "Daytime's Leading Lady" (Dama Líder Diária) pela TV Guide, com o The New York Times e o Los Angeles Times citando ela como o ator mais bem pago na matinê americana. Desde 1991, seu salário tem sido estimado acima de US$ 1 milhão anualmente.
Em 1996, TV Guide colocou Lucci no número 37 na lista de 50 Grandes Atores da Teelvisão. Em 2005, ela recebeu uma estrela na Hollywood Walk of Fame e foi induzida no Broadcasting Hall of Fame em 2006. Ela foi nomeada no 200 Top Ícones de Todos os Tempos da VH1 e uma das 10 Mais Fascinantes Pessoas por  Barbara Walters. Ela também atuou em filmes para televisão, apresentou vários  shows e foi estrela convidada em inúmeros programas de comédia, incluindo Saturday Night Live e Hot in Cleveland. Ela também tem sua própria linha de produtos para cabelo, perfumes, lingerie e cuidados da pele, chamada The Susan Lucci Collection. A partir de 2012, Lucci apresenta Deadly Affairs, e interpreta Genevieve Delatour na série Devious Maids.
Em 2015, Lucci foi homenageada com o Disney Legend, prêmio oferecido para pessoas que contribuíram significativamente para o mundo do entretenimento.